# KATHMANDU (アルバム)
『KATHMANDU』（カトマンドゥ）は、松任谷由実（ユーミン）の27枚目のオリジナルアルバム。1995年12月1日に東芝EMIからリリースされた（CD：TOCT-9300、CT：TOTT-9300）。

## 概要
タイトルの ″カトマンドゥ″ とはヒマラヤの聖地であるネパールの首都カトマンズのことを指すが、このアルバムでは ″どこかにある見たことのないもの″ を指し、神秘性を出している。今回もテーマは特に決めておらず、かなりエスニックな曲もあれば、日本的なものやヨーロッパ風なもの、ケルト音楽やブラックミュージックを取り入れたものなど、無国籍的雰囲気を持つ曲が多く収録されている。
先行シングルとしてリリースされた「輪舞曲」とカップリング曲「Midnight Scarecrow」は特に表記は無いが、両曲共にシングルとは別音源になっている。
本作の発売当時、松任谷は音楽誌のインタビューで「やっぱり懐かしさを感じる方向は北の方。人種的にモンゴリアンなのかと思う。」と発言しており、翌1996年にはモンゴルを訪れてホーミーと呼ばれるその土地独特の特殊な発声法を教わることとなる。
同年12月18日から翌1996年6月23日の長期に亘り、『KATHMANDU PILGRIM』コンサートツアーが行われた。
なお、本作とゴダイゴの同名の曲とは無関係である。

## 収録曲

### CD
| 全作詞・作曲: 松任谷由実。 |                                             |            |            |                       |      |
| #                          | タイトル                                    | 作詞       | 作曲・編曲 | 編曲                  | 時間 |
| 1.                         | 「KATHMANDU」                               | 松任谷由実 | 松任谷由実 | 松任谷正隆、Jerry Hey | 4:30 |
| 2.                         | 「Take me home」                            | 松任谷由実 | 松任谷由実 | 松任谷正隆            | 4:05 |
| 3.                         | 「命の花 -The Flame of Love-」              | 松任谷由実 | 松任谷由実 | 松任谷正隆、熊谷幸子  | 4:45 |
| 4.                         | 「Baby Pink」                               | 松任谷由実 | 松任谷由実 | 松任谷正隆、Jerry Hey | 4:51 |
| 5.                         | 「Delphine」                                | 松任谷由実 | 松任谷由実 | 松任谷正隆            | 6:39 |
| 6.                         | 「輪舞曲（ロンド） -Rondo-」                | 松任谷由実 | 松任谷由実 | 松任谷正隆            | 4:39 |
| 7.                         | 「Broken Barricade」                        | 松任谷由実 | 松任谷由実 | 松任谷正隆            | 4:26 |
| 8.                         | 「Midnight Scarecrow」                      | 松任谷由実 | 松任谷由実 | 松任谷正隆            | 5:38 |
| 9.                         | 「クロームの太陽 -The Sun Made of Chrome-」 | 松任谷由実 | 松任谷由実 | 松任谷正隆、Jerry Hey | 5:05 |
| 10.                        | 「Walk on, Walk on by」                     | 松任谷由実 | 松任谷由実 | 松任谷正隆、Jerry Hey | 4:58 |
| 11.                        | 「Weaver of Love〜ORIHIME」                 | 松任谷由実 | 松任谷由実 | 松任谷正隆            | 4:48 |

### 楽曲解説
1. KATHMANDU
ヒマラヤ山脈の麓へ滑空するイメージの下、“きみ”とともに輝く世界・未来に羽ばたこうと高らかに歌う。“きみ”とは特定の他人を指すのではなく、心の中にいる前向きな自分、とのこと。1995年度キリンラガーウィンタークラブCMソング。
2. Take me home
アンデス風のイントロで始まる。長い旅を経て辿り着いた先は出発地点だったという内容の楽曲。
3. 命の花（Album Mix）
ユーミンが言うには「アシッド演歌」である。TBS系ドラマ『私の運命』後期主題歌。元々シングルで発売される予定だったが、阪神大震災が発生した際、詞の中に地震を連想させる歌詞があったため、被災者の心情を考慮し発売中止となった。松任谷正隆は「この曲は、アルバムに収録しなくても良いのでは?」と収録をためらったが、ユーミン本人の強い意向により収録された。また、アルバムに収録されているのは、発売中止となったシングルとは異なるアルバムバージョンとなっている。同ドラマのサウンドトラックにもこの曲はインストゥルメンタルでしか収録されていない。ゲストバックコーラスは同ドラマで音楽を担当した熊谷幸子。
4. Baby Pink
5. Delphine
ユーミンの曲の中で2番目に長い曲（6分38秒。一番長いのは『時のないホテル』の「コンパートメント」）。
6. 輪舞曲（ロンド）
ユーミン談によると「やや皮肉な歌で“永遠って悲しい”がテーマ」だという。1995年日本テレビ系ドラマ『たたかうお嫁さま』（出演・松本明子、橋爪功）主題歌である先行シングル。公式サイトと公式YouTubeチャンネルでプロモーションビデオが視聴可能。
7. Broken Barricade
バグパイプ・マーチがイントロを飾る。1995年苗場プリンスホテルCMソング。
8. Midnight Scarecrow
シングル「輪舞曲（ロンド）」のカップリング曲。映画『キャンプで逢いましょう』主題歌。2018年の『ユーミンからの、恋のうた。』でベストアルバムに初収録。
9. クロームの太陽
10. Walk on, Walk on by
バート・バカラック風の再会ソング。現在の恋人と街を歩いているとき、歩道の向かい側にやはり2人で歩く恋人とその彼女の姿を見つけてしまう。
11. Weaver of Love〜ORIHIME
1996年アニメ映画『PiPi とべないホタル』主題歌。和風なアレンジが印象的なナンバーで、歌詞は七夕伝説をモチーフとし、天の川に三途の川のイメージを重ねた死別を扱っている。

## 参加ミュージシャン
- キーボード & プログラミング：松任谷正隆
- シンセサイザー・プログラミング & オペレーティング：山中雅文
- ドラム：John Robinson (#1, #2, #4, #7, #9, #10)
- ハイハット & シンバル：島村英二 (#8)
- ベース：Leland Sklar (#2, #7, #8, #11) / Nathan East (#1, #4, #9, #10)
- エレクトリック・ギター：Paul Jackson, Jr. (#1, #4, #9) / Michael Landau (#1, #2, #7, #8) / 松原正樹 (#3, #7, #11) / Dean Parks (#2, #10)
- アコースティック・ギター & マンドリン：Dean Parks (#2)
- ガットギター：Dean Parks (#6)
- ヴァイオリン：Sid Page (#2, #6)
- トランペット：Jerry Hey、Gary Grant (#1, #4, #9, #10)
- フリューゲルホルン：Jerry Hey、Gary Grant (#10)
- トロンボーン：Bill Reichenbach (#1, #4, #9, #10)
- サックス：Dan Higgins (#1, #4, #9, #10)
- フルート：Dan Higgins (#4, #10)
- パーカッション：Michael Fisher
- コーラス：松任谷由実 / Cleto V. Escobedo Ⅲ、Gisa Vatcky (#1, #4) / 熊谷幸子 (#3) / 木戸泰弘、比山貴咏史、ラジ (#6)

## 備考
『KATHMANDU PILGRIM』のツアー中だった1996年1月、キリンラガービールが熱処理を廃止して生ビール化するという大転換を遂げている。生ビール化後、ツアー会場では新旧ラガーの相違点が書かれたリーフレットが配られていた。